# Винкьо
Винкьо (итал. Vinchio) — коммуна в Италии, располагается в регионе Пьемонт, в провинции Асти.
Население составляет 677 человек (2008 г.), плотность населения составляет 73 чел./км². Занимает площадь 9 км². Почтовый индекс — 14040. Телефонный код — 0141.
Покровителем населённого пункта считается святой Викентий, празднование 22 января.

## Демография
Динамика населения:

## Администрация коммуны
- Официальный сайт: http://www.comune.vinchio.at.it/